# Anhauze
Anhauze (en francès i oficialment Anhaux), és una comuna de la Nafarroa Beherea (Baixa Navarra), un dels set territoris que formen Euskal Herria, al departament dels Pirineus Atlàntics i a la regió de la Nova Aquitània. Limita amb les comunes d'Irulegi al nord, Azkarate al nord-est, Baigorri a l'oest, Lasa al sud-est i Banka al sud-oest.

## Demografia
| 1901 | 1962 | 1968 | 1975 | 1982 | 1990 | 1999 |
| --- | ---- | ---- | ---- | ---- | ---- | ---- |
| 419 | 272  | 285  | 275  | 274  | 310  | 247  |
| A partir de 1962, el cens té en compte la població resident definida com a "Population sans doubles comptes" per l'INSEE |      |      |      |      |      |      |